# 닥터 블러드머니
닥터 블러드머니(Dr. Bloodmoney, or How We Got Along After the Bomb)는 미국의 SF소설가 필립 K. 딕의 장편소설 작품이다. 대한민국에는 필립 K. 딕 걸작선의 3권으로 출간되었다. 1981년, 갑작스럽게 핵폭탄이 터지고 세계는 파괴된다. 그리고 인류가 이룩한 과학 문명이 파괴된다. 이 상황에서 생존자들은 집단을 꾸리는 등 세상을 재건하려 노력한다. 하지만 기형아로 태어나 사람들의 멸시를 받으며 살아온 한 초능력자에 의해 세상은 다시 위협에 처한다. 이 소설은 1965년 네뷸러상 후보작이기도 했다.